# 印尼国际电讯
印尼国际电信有限公司（PT Telekomunikasi Indonesia International，或Telkom International，简称：Telin），是一家印尼電信與投資公司，由印尼電信全資擁有。它主要經營國際電信業務服務，是印尼電信管理和發展印尼境外業務的商業機構。

## 操作
2013年9月9日，Telin公布了持有马来西亚最大外包服务提供商联络中心Scicom（MSC）Berhad Malaysia 29.71％股权。
2014年9月25日，Telin收购了澳大利亚联络中心（CCA）75％的股份，使其成为Telin Australia的子公司。CCA总部位于悉尼，专门负责业务流程以及外包联络中心服务，用于筹款（非营利组织）和商业业务
Telin透过自身投资提供网络业务和国际电信服务,其中包括代表Telkom提供国际电信服务和以及综合可靠服务,如语音连接,数据和互联网服务,管理服务和业务解决方案。
Telin还拥有在印度尼西亚建立固定和封闭网络设施的许可证，以及在新加坡的设施运营商（FBO）许可证和在香港的统一运营商许可证（UCL），这些都肯定了Telin作为官方网络和电信提供商。全面保护网络的可用性使Telin能够提供可覆盖世界各地的可靠服务。除了遍布产品及服务外，Telin还拥有多个基础设施，分为入网点（PoP），海底电缆系统和世界指挥中心（WHOCC）。
- 入网点：在全球52個地區提供入网点服務。
- 海底电缆系统

1. 巴丹岛-新加坡电缆系统（BSCS），一个连接巴淡岛中心站（Batam）和新加坡Telin站的海底电缆系统。总系统长度约为98公里，通过六根光纤对电缆连接着陆点，并提供短电缆，以便将来扩展系统。[4]
2. 杜迈 - 马六甲电缆系统（DMCS）是一条连接印度尼西亚和马来西亚横跨马六甲海峡的海底电信电缆系统[5]
3. 东南亚-日本电缆（SJC），一条长8,900公里的电缆系统，可进一步延伸至9,700公里。[6]
4. 美国-亚洲通道（AAG），一条20,000公里的高带宽光纤海底光缆系统，将东南亚与美国连接起来。[7]
5. 东南亚-中东-西欧 5（SEA-ME-WE 5），海底电缆系统，长约20,000公里，经过东南亚到欧洲。现状：2016年建设运营。[8]
6. 东南亚-美国（SEA-US），海底电缆系统，长约15.000公里，直接连接印度尼西亚万鸦老和美国洛杉矶。它已于2017年9月开始运营。[9]
7. 印度尼西亚 - 全球通道（IGG），一个连接万鸦老和杜迈的海底电缆系统，是Telkom和Telin之间的项目合作。[10]

- 世界指挥中心（WHOCC）位于印度尼西亚雅加达的Kalibata，提供各种服务，如数据中心24/7全天支援服务，网络监控和实时故障处理（RTFH），与Telin集团（雅加达，新加坡，巴淡岛，杜迈，泗水）、Telkom和全球合作伙伴以及Legacy Services进行密切合作。